# Treibsatz (Modellrakete)

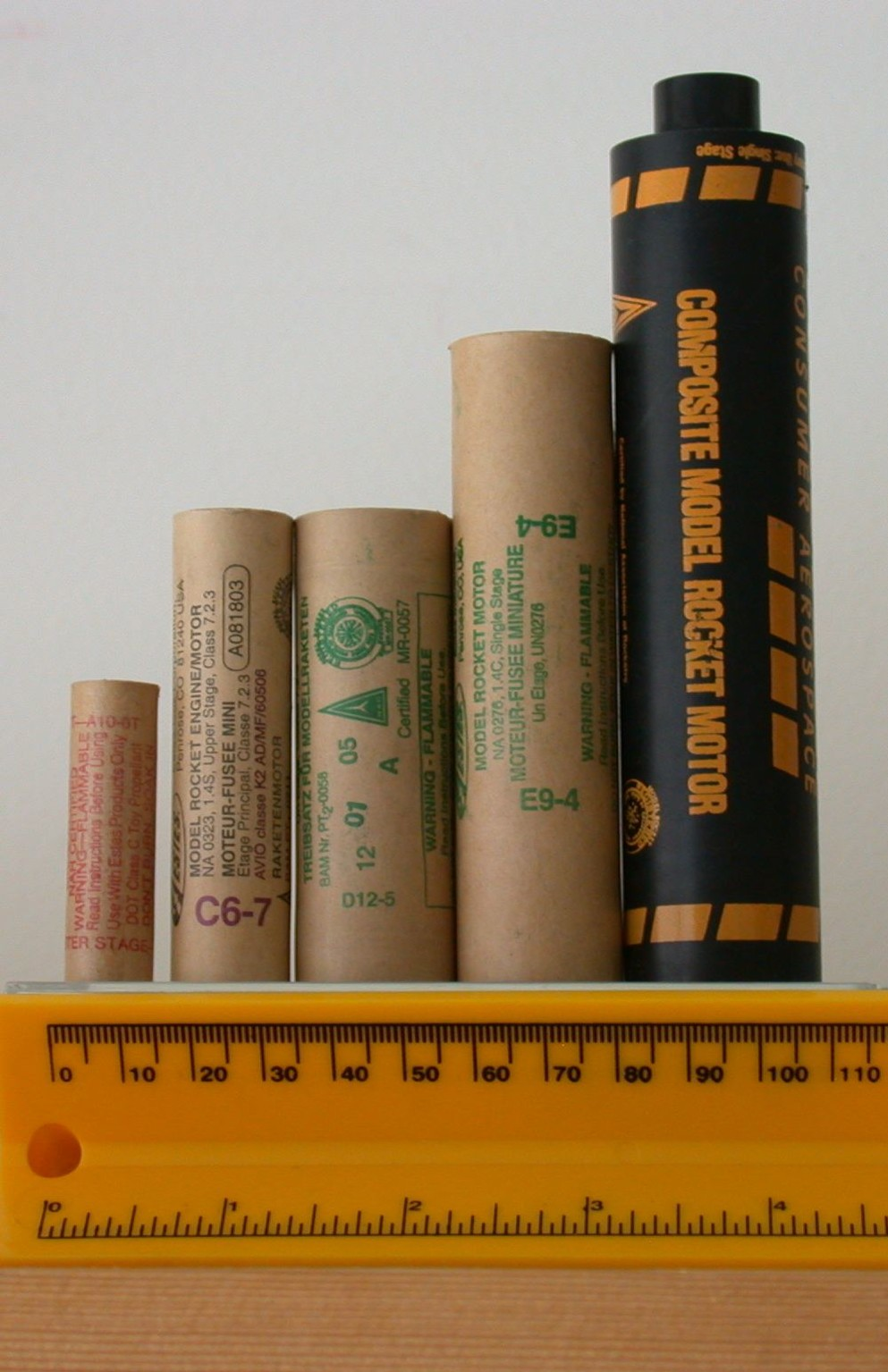
Verschiedene Klassen von Treibsätzen für Modellraketen

Als Treibsatz bezeichnet man einen fertig konfektionierten Antrieb für Modellraketen. Treibsätze für Modellraketen bestehen stets aus einer Treibladung und meist auch aus einer Verzögerungsladung und einer Ausstoßladung. Als Treibstoff kommt im Regelfall bei kleineren Treibsätzen Schwarzpulver zum Einsatz. Bei größeren Treibsätzen wird ein wesentlich modernerer und leistungsfähigerer Composit-Treibstoff verwendet.
Die Treibladung, die aus Sicherheitsgründen in der Regel elektrisch gezündet wird, übernimmt die Funktion der Beschleunigung der Modellrakete. Ist die Treibladung verbrannt, so fängt die Verzögerungsladung an zu brennen. Sie übernimmt keine Antriebsfunktion, ermöglicht aber durch ihre Rauchladung das Modell besser zu verfolgen. Nach Abbrand der Verzögerungsladung zündet die Ausstoßladung. Diese Ladung stößt das Bergungssystem nach vorne durch den Raketenkörper aus.

## Gesetzliches

Aufbau eines Treibsatzes 1: Düse, 2: Hülle, 3: Treibladung, 4: Verzögerungsladung, 5: Ausstoßladung, 6: Verschluss

In Deutschland werden Raketentreibsätze entweder als pyrotechnische Gegenstände (bis 75 Gramm Treibstoff) oder als Explosivstoffe (mehr als 75 Gramm) klassifiziert. Pyrotechnische Gegenstände unterliegen, ab der Novellierung des deutschen Sprengstoffrechts im Jahr 2009, nach der Richtlinie 2007/23/EG der Europäischen Gemeinschaft einem Konformitätsnachweisverfahren. Ein pyrotechnischer Gegenstand darf nur in Verkehr gebracht werden, wenn er dieses Verfahren besteht und ein CE-Zeichen besitzt. Explosivstoffe müssen sich einer Baumusterzulassung nach EU-Richtlinien unterziehen und erhalten dann ein CE-Zeichen. Pyrotechnische Gegenstände der Klasse IV unterliegen einer sogenannten Qualitätskontrolle. Feuerwerksraketen dürfen – trotz ihrer konstruktiven Ähnlichkeit – nicht für den Antrieb von Modellraketen verwendet werden.
In Deutschland dürfen (für Personen über 18 Jahre frei verkäufliche) Treibsätze maximal 150 Gramm Treibladung besitzen. Für den Erwerb stärkerer Treibsätze ist eine entsprechende Lizenz („Erlaubnis nach § 27 SprengG“, umgangssprachlich „P2-Schein“, siehe unten), nötig. Diese Erlaubnis ist in Deutschland auch nötig, um Modellraketen mit mehreren Stufen oder gebündelten Treibsätzen legal starten zu dürfen. Treibsätze bis 20 Gramm können ohne Genehmigung gestartet werden. Ab 20 Gramm ist es nötig eine Erlaubnis bei der zuständigen Luftfahrtbehörde einzuholen.
In allen anderen Ländern, beispielsweise Schweiz, Österreich, Großbritannien, Schweden, Frankreich, Polen oder den USA und Kanada, dürfen Treibsätze mit wesentlich größeren Ladungen frei verkauft und ohne entsprechende staatliche Genehmigung verwendet werden. Auch ist dort für den Start von Modellraketen mit mehreren Stufen oder gebündelten Treibsätzen keine besondere staatliche Lizenz nötig. Stattdessen setzt man auf Selbstregulierung innerhalb der lokalen Modellraketen-Organisationen durch sogenannte High-Power-Zertifizierungssysteme, bei welchen der Zugang zu größeren Triebwerken über ein mehrstufiges Prüfungs- und Zertifizierungssystem erfolgt. Allerdings ist auch in diesen Ländern ohne entsprechende Lizenz die Eigenanfertigung von Treibsätzen (der sogenannte Experimentalraketenbau) verboten.

### Erlaubnis nach §27 SprengG – Der „P2-Schein“ (nur Deutschland)
Je nach abgelegter Prüfung und daraus resultierenden Eintragungen im entsprechenden Erlaubnisschein, dürfen mit einer Erlaubnis nach § 27 SprengG in Deutschland verschiedene pyrotechnische Gegenstände der Klasse P2 (Treibsätze für technische Zwecke mit mehr als 20 Gramm Treibstoffgewicht) sowie Schwarzpulver erworben werden. Auch um bei Modellraketen-Treibsätze zu bündeln oder mehrstufig zu fliegen ist diese Erlaubnis notwendig.
Eine Erlaubnis nach § 27 SprengG berechtigt normalerweise nicht zur Herstellung von pyrotechnischen Gegenständen, Treibstoffmischungen oder Sprengstoffen und zum Abbrennen von Feuerwerkskörpern mit mehr als 20 Gramm Effektladung, sofern diese Handlungen nicht dort explizit eingetragen sind, was nur durch die Vorlage eines entsprechenden Fachkundenachweises möglich ist.
Um eine Erlaubnis nach § 27 SprengG zu erhalten, muss man mindestens 21 Jahre alt (in Ausnahmefällen 18 Jahre), körperlich geeignet und zuverlässig sein (der Nachweis erfolgt durch die Vorlage einer entsprechenden Unbedenklichkeitsbescheinigung der zuständigen Behörde und ist nicht mit dem polizeilichen Führungszeugnis zu verwechseln) und eine entsprechende Prüfung bei der zuständigen Behörde, etwa dem Gewerbeaufsichtsamt oder einem staatlich anerkannten Lehrgangsträger, erfolgreich abgelegt haben. Weiterhin ist auch ein sog. Bedürfnis, etwa eine Mitgliedschaft in einem Modellraketen-Verein, Voraussetzung für die Erteilung.
Lehrgänge werden in Deutschland von mehreren Raketenvereinen durchgeführt. Ein Lehrgang dauert in der Regel mehrere Tage und vermittelt alle Kenntnisse, die zum Bau und Start von Raketen mit mehr als 20 g Treibstoffgewicht notwendig sind.

## Bezeichnung
Es gibt verschiedene Typen für Treibsätze. Sie werden meist nach einem Schema, das die amerikanische National Association of Rocketry (NAR) ursprünglich entwickelt hat, bezeichnet. Dieses besteht aus einem Buchstaben und 2 Zahlen, mit folgender Bedeutung:
Buchstabe
Er bezeichnet den Impuls des Treibsatzes wie folgt:
| Impulsklasse | Impuls [Ns]       |
| ------------ | ----------------- |
| A            | 1,26–2,50         |
| B            | 2,51–5,00         |
| C            | 5,01–10,00        |
| D            | 10,01–20,00       |
| E            | 20,01–40,00       |
| F            | 40,01–80,00       |
| G            | 80,01–160,00      |
| H            | 160,01–320,00     |
| I            | 320,01–640,00     |
| J            | 640,01–1280,00    |
| K            | 1280,01–2560,00   |
| L            | 2560,01–5120,00   |
| M            | 5120,01–10240,00  |
| N            | 10240,01–20480,00 |
| O            | 20480,01–40960,00 |

Im Modellraketenbau sind derzeit Triebwerke bis zur Impulsklasse O erhältlich. Motoren der Klassen H bis O bezeichnet man als High-Power-Motoren. Oberhalb von H spricht man von Amateurraketen.
1. Zahl:
Sie bezeichnet den mittleren Schub in Newton
2. Zahl (nach dem Bindestrich)
Verzögerungszeit zwischen Ende des Abbrandes der Treibladung und Zündung der Ausstoßladung in Sekunden. Diese Angabe ist wichtig, da bei einer zu langen Verzögerungszeit unter Umständen das Modell schon vor dem Öffnen des Fallschirms aufschlagen kann oder bei zu kurzer Verzögerungszeit nicht die optimale Höhe erreicht. Es sind auch Motoren ohne Ausstoßladung erhältlich. Dabei handelt es sich entweder um sogenannte Nullbrenner, bei welchen nach Brennschluss die Flamme nach oben durchschlägt, oder um verschlossene Motoren. Nullbrenner, welche in Unterstufen von mehrstufigen Raketen verwendet werden, werden mit ''-0'' gekennzeichnet, verschlossene Motoren mit ''-P'' (plugged).
Ein G64-7 hat demzufolge zwischen 80 und 160 Ns Impuls, 64 N durchschnittlichen Schub und nach Brennschluss eine Freiflugphase von 7 Sekunden, bevor der Fallschirm ausgestoßen wird.
Grundsätzlich sollte man für den Einsatz in Modellraketen möglichst nur die vom Hersteller empfohlenen Treibsätze verwenden, da sonst das Modell abstürzen kann. Die am häufigsten für den Antrieb von Modellraketen verwendeten Raketentreibsätze sind Treibsätze der Kategorien C und D.

## Unterschiede zu Feuerwerkstreibsätzen
Treibsätze von Feuerwerksraketen entsprechen in ihrer Stärke etwa Treibsätzen der Kategorie A bis C. Im Unterschied zu Modellraketentreibsätzen gibt es bei Treibsätzen von Feuerwerksraketen keine Verzögerungs- und Ausstoßladungen im eigentlichen Sinn. Der Treibsatz zündet, nachdem er ausgebrannt ist, unmittelbar den in der Spitze befindlichen Effektsatz. Bei Modellraketen können grundsätzlich die Treibsätze ausgetauscht werden, während sie bei Feuerwerksraketen fest mit dieser verbunden sind. Auch werden Modellraketentreibsätze stets ohne eingebaute Zündschnur geliefert. Modellraketen dürfen außerdem – im Unterschied zu Feuerwerksraketen – ganzjährig geflogen werden.

## Micro-Motoren
Modellraketen mit sehr kleinen Motoren werden auch als Mini-Modellraketen oder Modellraketen mit Micro-Motoren bezeichnet. Der Begriff Micro-Motor wurde in den 1990er Jahren durch tschechische Micro-Motoren der Marke Delta eingeführt, die einen Durchmesser von nur 5,1 mm und eine Länge zwischen 10 und 18 mm aufwiesen. Die Motoren waren Vorbilder für die als Micro Maxx bezeichneten Micro-Motoren des US-Herstellers Quest Aerospace.
Micro-Maxx-Raketen wurden grundsätzlich als Fertigmodell geliefert. Sie können nur mit Elektrozündung gestartet werden und erreichen Gipfelhöhen von bis zu 60 Metern. Die Micro-Maxx-Produktlinie wurde inzwischen vom Hersteller wieder eingestellt.